# 自己準同型環
抽象代数学において、アーベル群 X の自己準同型環（英: endomorphism ring）End(X) は、X からそれ自身への準同型写像（X 上の自己準同型）すべてからなる集合である。加法は点ごとの和（後述）で定義され、積は写像の合成で定義される。
自己準同型環の元となる「準同型」が何を指すものかは文脈によって異なり、これは考えている対象の圏に依存する。その結果、自己準同型環は対象のいくつかの内在的な性質を受け継いでいる。自己準同型環はしばしばある環上の多元環（代数）であり、自己準同型多元環（英: endomorphism algebra; 自己準同型代数）とも呼ばれる。

## 説明
(A, +) をアーベル群とし、A から A への準同型を考える。このとき2つのそのような準同型の和を点ごと (pointwise) に定義して新たに群準同型を作ることができる。具体的には、f と g が与えられたとき、f と g の和 f + g は
(f + g)(x) := f(x) + g(x)
で与えられる準同型である。この演算によって End(A) はアーベル群となる。さらに準同型の合成という演算を考えることによって、End(A) は乗法の単位元をもつ環となる。合成を明示的に書けば
(fg)(x) := f(g(x))
である。乗法の単位元は A 上の恒等写像 idA である。
集合 A が「アーベル」群でないとき、上の構成は必ずしも和を保たず、2つの準同型の和が準同型にならない。自己準同型からなるこの集合は環でない near-ring（環において分配法則の仮定を片側のみにゆるめたもの）の自然な例である。

## 性質
- 自己準同型環はつねに加法と乗法の単位元をもつ。零写像と恒等写像である。
- 自己準同型環は結合的だが、一般には非可換である。
- 加群が単純なら、その自己準同型環は可除環である。これはシューアの補題と呼ばれることがある[5]。
- 加群が直既約なのはその自己準同型環が非自明な冪等元をもたないとき、かつそのときに限る[6]。移入加群については、直既約であることと自己準同型環が局所環であることは同値である[7]。
- 半単純加群の自己準同型環はフォン・ノイマン正則環である。
- 0 でない右単列加群（英語版）の自己準同型環は1つか2つの極大右イデアルをもつ。加群がアルティン的、ネーター的、射影的、移入的のいずれかであれば、自己準同型環は唯一の極大イデアルをもち、それゆえ局所環である。
- アルティン的ユニフォーム加群の自己準同型環は局所環である[8]。
- 組成列の長さが有限である加群の自己準同型環は半素環である。
- 連続加群または離散加群の自己準同型環は clean ring である[9]。
- R 加群が有限生成かつ射影的（すなわち射影生成加群）ならば、その自己準同型環と R はすべての森田不変な性質を共有する。森田理論の基本的な結果は、R と同値なすべての環は射影生成加群の自己準同型環として生じるというものである。

## 例
- R-加群の圏において、R-加群 M の自己準同型環は R-準同型からなり、これは一般にはアーベル群としての自己準同型環の真部分集合である[10]。M が有限生成射影加群のとき、自己準同型環は加群の圏の森田同値を考える際に中心的な役割を果たす。
- {\displaystyle \operatorname {End} (\mathbb {Z} _{2}\times \mathbb {Z} _{2},+)\cong M_{2}(\mathbb {Z} _{2})}。加法群 {\displaystyle (\mathbb {Z} _{2}\times \mathbb {Z} _{2},+)} の自己準同型環は　{\displaystyle \mathbb {Z} _{2}} 上の {\displaystyle 2\times 2} 行列環に同型である[11]。
- K を体とし、K上の数ベクトル空間 Kn を考えると、Kn の自己準同型環は Kn から Kn へのすべての K-線型写像からなる。これは K-多元環になる。基底を選べば、この環は自然に K 係数の n 次全行列環と同一視される[12]。より一般に、自由加群 M = Rn の自己準同型環は自然に環 R 上の n 次全行列環である。
- 直前の具体例として、任意の単位的環 R について、End(RR) = R である。ただし R の元は R に 左 からの積で作用する。
- 一般に、自己準同型環は任意の前加法圏の対象に対して定義される。